# Euphronia
Euphronia — род цветковых растений, выделяемый в самостоятельное семейство Euphroniaceae порядка мальпигиецветные. Род Euphronia содержит три вида кустарников, произрастающих на севере Южной Америки. Раньше этот род рассматривали в составе семейства вошизиевые и других семейств, но система APG III (2009) признаёт семейство Euphroniaceae и помещает туда Euphronia. Первое описание этого семейства было составлено немецким ботаником Карлом Фридрихом Филиппом фон Марциусом и Йозефом Герхардом Цуккарини в 1824 году, когда они открыли вид Euphronia hirtelloides. В 1918 немецкий учёный Иоганн Готфрид Халлир переименовал вид Lightia guianensis в Euphronia guianensis. Наконец, в 1987 году американский ботаник Джулиан Альфред Стейермарк описал третий вид, Euphronia acuminatissima. В 1989 году было высказано предположение, что семейство Euphroniaceae следует разделить на три отдельных рода, поскольку между ними достаточно много различий. Однако молекулярно-филогенетический анализ этих близких видов подтвердил монотипию семейства.

## Виды
По информации базы данных The Plant List (на июль 2016) род включает 3 вида:
- Euphronia acuminatissima Steyerm.
- Euphronia guianensis (R.H.Schomb.) Hallier f.
- Euphronia hirtelloides Mart.